# Batismo infantil

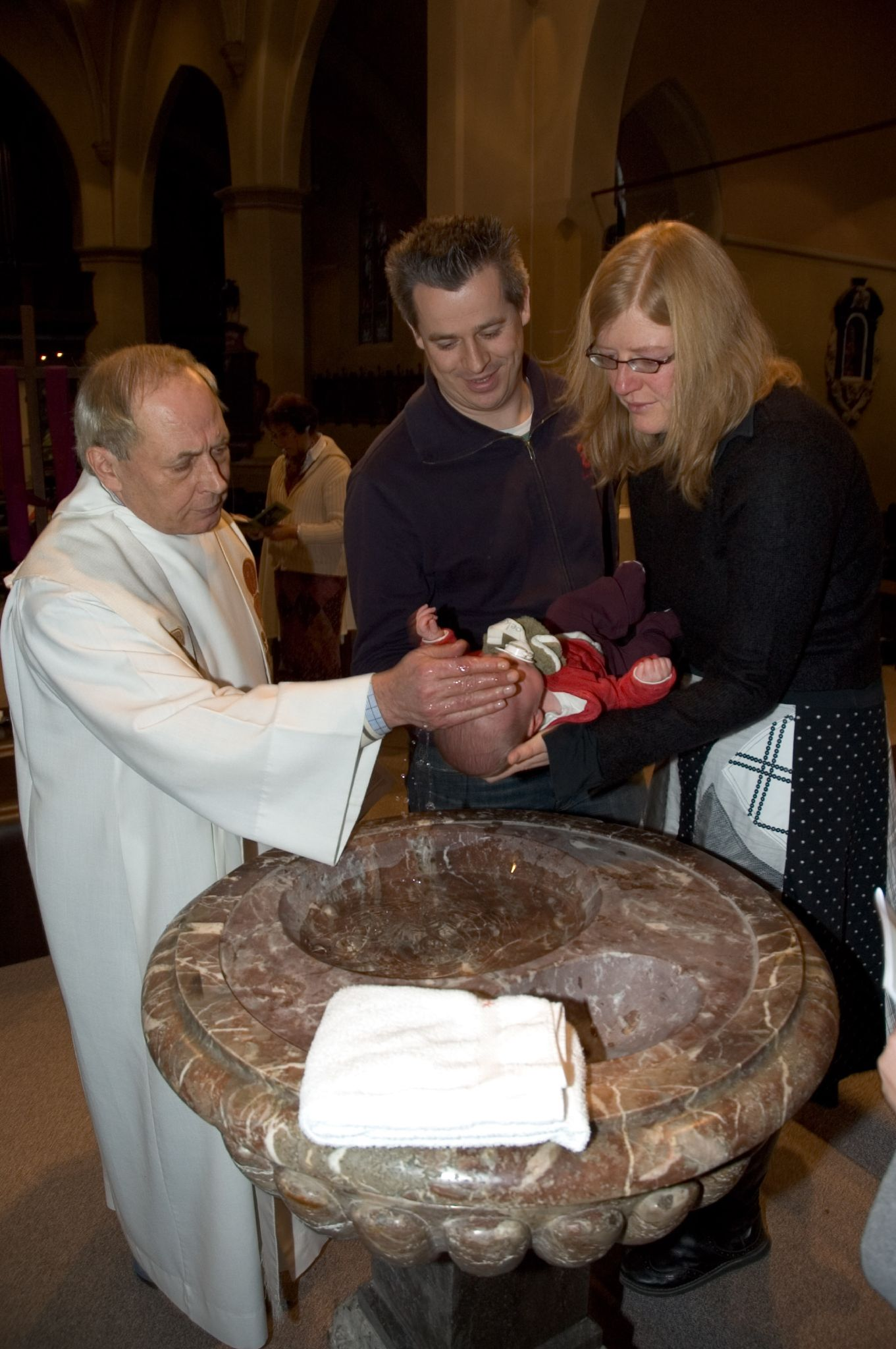
Batismo Infantil

Batismo infantil ou pedobatismo, ou ainda batismo de bebês, é a prática de aplicar o batismo aos bebês. A prática às vezes é contrastada com o batismo do crente (ou credobatismo), que é a prática de batizar apenas indivíduos capazes de crer ou confessar fé em Jesus Cristo, excluindo assim os bebês.
O batismo infantil é realizado por todas as Igrejas Apostólicas: Igreja Católica Apostólica Romana, Igreja Ortodoxa, Igreja Ortodoxa Oriental e Igreja Assíria do Oriente; além da maioria dos ramos do Protestantismo, tais como: os luteranos, anglicanos, presbiterianos e muitos congregacionais e metodistas.

## No Catolicismo
Os Pais da Igreja já mencionavam em seus escritos o batismo infantil. Escritores como Orígenes de Alexandria, Hipólito de Roma, Cipriano de Cartago, Gregório de Nazianzo, São João Crisóstomo, Basílio, O Grande, Agostinho de Hipona, dentre outros, são interpretados como testemunhas de que o batismo de bebês acontecia desde a Era Apostólica e que foi ensinado pelos próprios Apóstolos. O Catecismo da Igreja Católica fala que o pecado original é um pecado contraído e não cometido (CIC. 404).  O Catecismo também possui 3 parágrafos específicos falando apenas do batismo infantil:
1250. Nascidas com uma natureza humana decaída e manchada pelo pecado original, as crianças também têm necessidade do novo nascimento no Batismo para serem libertas do poder das trevas e transferidas para o domínio da liberdade dos filhos de Deus, a que todos os homens são chamados. A pura gratuidade da graça da salvação é particularmente manifesta no Batismo das crianças. Por isso, a Igreja e os pais privariam a criança da graça inestimável de se tornar filho de Deus, se não lhe conferissem o Batismo pouco depois do seu nascimento.
1251. Os pais cristãos reconhecerão que esta prática corresponde, também, ao seu papel de sustentar a vida que Deus lhes confiou.
1252. A prática de batizar as crianças é tradição imemorial da Igreja. Explicitamente atestada desde o século II, é no entanto bem possível que, desde o princípio da pregação apostólica, quando «casas» inteiras receberam o Batismo se tenham batizado também as crianças.
Desta forma, o batismo infantil é uma prática comum entre os católicos. Os filhos dos fiéis são batizadas entre os primeiros dias de vida e 1 ano. O batismo só pode ser feito por um sacerdote ordenado, em que derramará água e batizará o bebê "Em nome Do Pai, e Do Filho e Do Espírito Santo".

## No Protestantismo

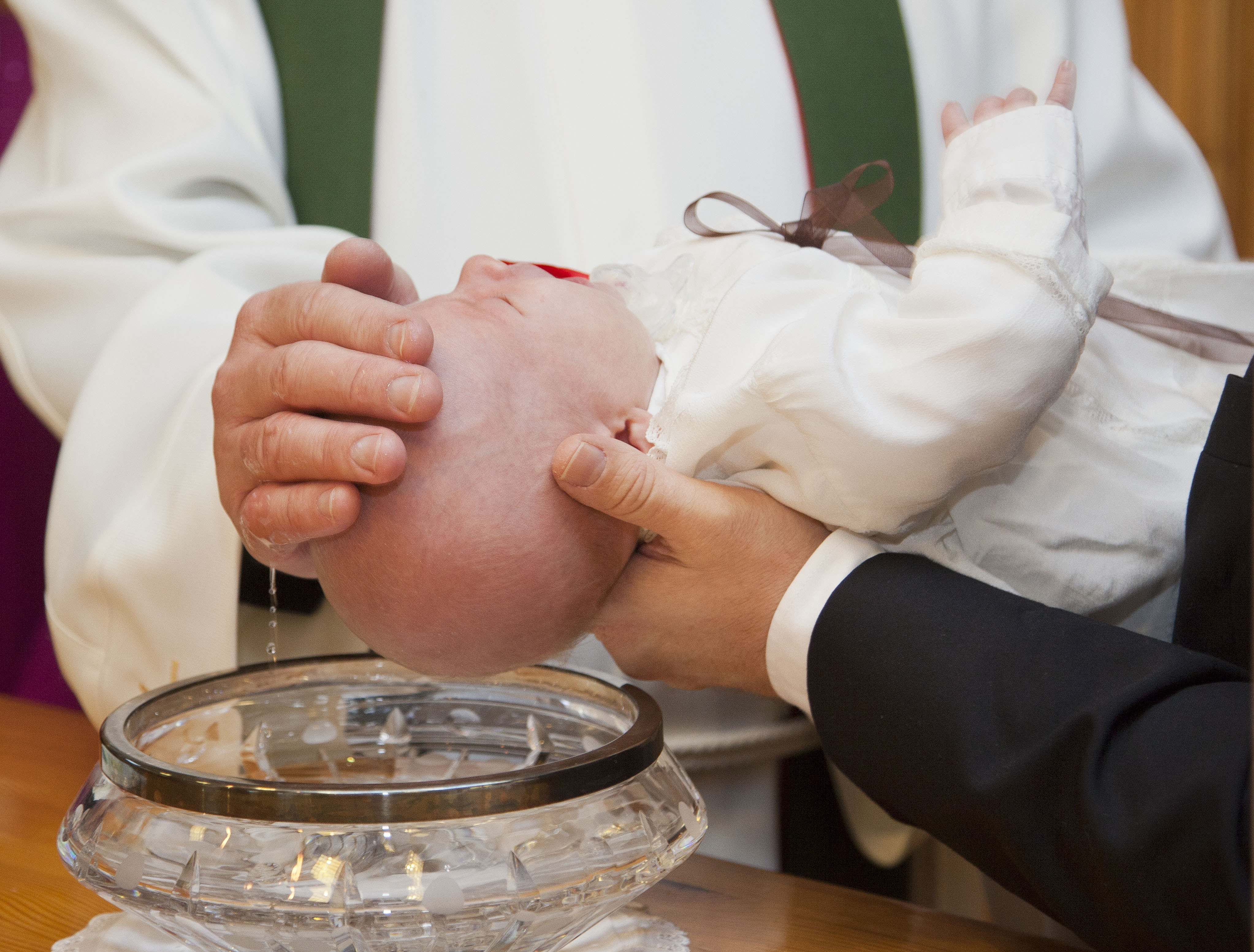
Batismo por um pastor luterano

As igrejas protestantes, em grande parte, mantiveram o batismo de bebês durante e após a Reforma. Os luteranos defendem o batismo infantil apontando referências bíblicas que mencionam famílias inteiras como batizadas (por exemplo, Atos 16:15). Eles argumentam que, nos tempos bíblicos, as famílias incluíam bebês. Segundo Martinho Lutero, o batismo não se baseia na fé pessoal, pois nunca se pode ter certeza da fé. Em vez disso, baseia-se na Palavra e nos mandamentos de Deus. A fé envolvida é a daqueles que levam o bebê ao batismo (fides aliena), como pais, padrinhos e a congregação da igreja.
Igrejas presbiterianas, reformadas continentais e congregacionalistas (todas de origem calvinista) ministram o batismo infantil com base na teologia da aliança, considerando o batismo como "um sinal e selo da aliança da graça" e da "Palavra visível de Deus". Eles argumentam que o batismo substitui a circuncisão como sinal da aliança e que, assim como os filhinhos dos crentes eram circuncidadas sob a antiga aliança, agora elas devem ser batizadas sob a nova aliança. O batismo não é meramente um ato humano de profissão, mas sim "a promessa visível da aliança de Deus quando acompanhada pela Palavra" e serve como um "meio de graça". Essa perspectiva enfatiza que o batismo se baseia nas "relações da aliança de Deus com Seu povo", não apenas na decisão individual ou na fé pessoal.
Para os Metodistas, o batismo infantil significa “uma aceitação da graça preveniente de Deus e uma confissão por parte da igreja de sua responsabilidade pelos beb~es em geral e por cada bebê em particular”. A doutrina metodista enfatiza ainda que a graça justificadora, essencial para a salvação, é recebida após o arrependimento e um compromisso pessoal com Cristo como Salvador.

### Oposição
Durante a Reforma Protestante, a ala da Reforma Radical viu o surgimento dos anabatistas, que afirmavam o credobatismo. Alguns puritanos da Igreja da Inglaterra viriam a adotar o credobatismo no século 17. Estes foram então nomeados batistas, e se opuseram ao batismo infantil praticado nas paróquias anglicanas. O movimento pentecostal, vindo dos metodistas, rejeitaram o pedobatismo e continuaram a assumir a posição do Movimento de Santidade.